# Peter Wirnsberger II
Peter Wirnsberger (* 20. September 1968 in Rennweg am Katschberg; † 20. Dezember 1992 in Zauchensee) war ein österreichischer Skirennläufer. Um ihn von seinem Namensvetter Peter Wirnsberger, mit dem er nicht verwandt war, zu unterscheiden, wurde er bei Skirennen und in den Medien unter dem Namen Peter Wirnsberger II geführt.

## Biografie
Wirnsberger war Absolvent der Skihandelsschule Schladming. Als einer der besten Kärntner Nachwuchsläufer – 1980 war er österreichischer Schülermeister im Riesenslalom – schaffte er Mitte der 1980er Jahre den Sprung in den Kader des Österreichischen Skiverbandes. Wirnsberger war ein Allrounder und somit ein guter Kombinierer. Die Abfahrt bezeichnete er selbst als seine Lieblingsdisziplin. Bei den Juniorenweltmeisterschaften 1986 in Bad Kleinkirchheim wurde er mit den Plätzen drei im Slalom, vier in der Abfahrt und fünf im Riesenslalom Junioren-Weltmeister in der Kombination. Im selben Jahr wurde er österreichischer Jugendmeister im Slalom und in der Kombination.
Im Sommer 1987 erlitt Wirnsberger beim Training in Neuseeland einen Kreuzbandriss, weshalb er im nächsten Winter pausieren musste. Zunächst war Wirnsberger vorrangig im Europacup am Start, kam daneben aber auch zu einzelnen Weltcupeinsätzen. Seine ersten Weltcuppunkte gewann er am 22. Dezember 1988 mit Platz acht in der Kombination von St. Anton am Arlberg. Nachdem er 1989 österreichischer Meister in der Abfahrt und in der Kombination geworden war, folgten ab der Saison 1989/90 regelmäßigere Starts im Weltcup. In jenem Winter erreichte er mit dem siebten Platz in der Hahnenkamm-Kombination von Kitzbühel sein bestes Weltcupergebnis. Zudem gewann er 1989/90 die Super-G-Wertung im Europacup. Nach zwei punktelosen Jahren im Weltcup erreichte Wirnsberger im Jänner 1992 mit Platz 15 in der Abfahrt von Kitzbühel und Rang 12 in der Kombination von Wengen wieder ansprechende Resultate.
Am 25. November 1992 gewann Wirnsberger die österreichische Super-G-Meisterschaft 1993. Am 20. Dezember desselben Jahres prallte er im Anschluss an die Salzburgische Landesmeisterschaft in Zauchensee beim freien Skifahren mit seiner Freundin gegen einen Holzzaun und erlag kurze Zeit später seinen schweren Verletzungen. Sein Unfalltod wurde als Fortsetzung einer „Serie“ von Todesfällen im österreichischen Skisport gesehen, die mit Sepp Walchers Tod 1984 begann; siehe dazu auch Ulrike Maier.

## Erfolge

### Weltcup
- 2 Platzierungen unter den besten zehn

### Juniorenweltmeisterschaften
- Bad Kleinkirchheim 1986: 1. Kombination, 3. Slalom, 4. Abfahrt, 5. Riesenslalom

### Weitere Erfolge
- Gewinn der Super-G-Wertung des Europacups in der Saison 1989/90
- Dreifacher österreichischer Meister: Abfahrt und Kombination 1989, Super-G 1993